# Schweizer Parlamentswahlen 1869/Resultate Nationalratswahlen

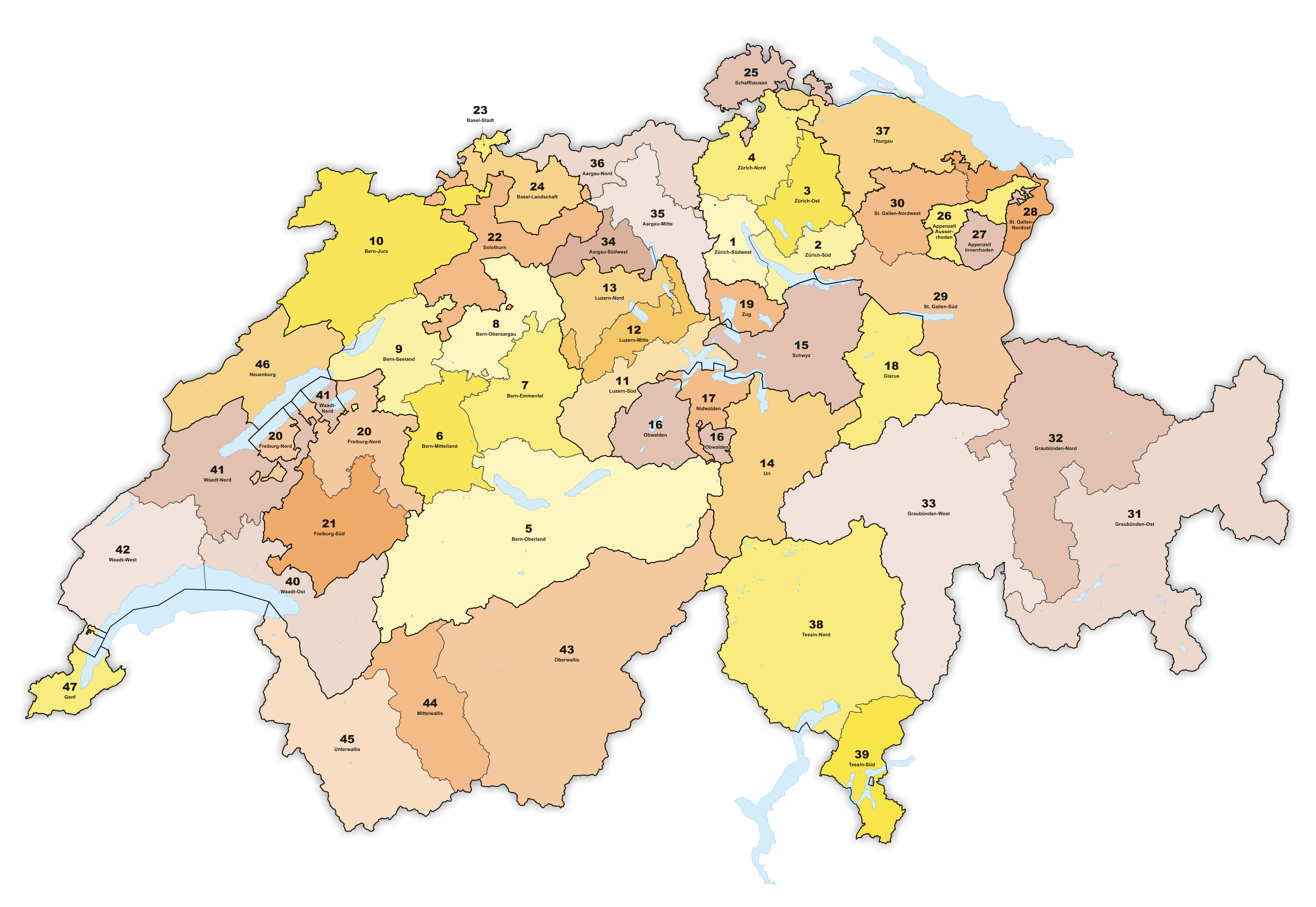
Nationalratswahlkreise von 1863 bis 1872

Die Nationalratswahlen der 8. Legislaturperiode fanden am 31. Oktober 1869 statt. Neu zu besetzen waren 128 Sitze im schweizerischen Nationalrat. Auf dieser Seite findet sich eine Übersicht über die detaillierten Resultate in den Kantonen.

## Erklärungen
Wie bei allen Wahlen vor der Einführung des heute üblichen Proporzwahlrechts im Jahr 1919 gelangte das Majorzwahlrecht zur Anwendung. Das Land war zu diesem Zweck in 47 unterschiedlich grosse Nationalratswahlkreise unterteilt, in denen ein bis fünf Sitze zu vergeben waren. Angewendet wurde die so genannte romanische Mehrheitswahl, bei der ein Kandidat die absolute Mehrheit der abgegebenen Stimmen benötigte, um gewählt zu werden. Jeder Wähler hatte so viele Stimmen, wie Sitze zu vergeben waren. In einzelnen Wahlkreisen waren bis zu drei Wahlgänge notwendig.
In den Kantonen Appenzell Ausserrhoden, Appenzell Innerrhoden, Glarus, Obwalden, Nidwalden und Uri erfolgte die Wahl durch die jeweilige Landsgemeinde. Aus diesem Grund sind keine genauen Ergebnisse verfügbar.
- Wahlkreis: Die Wahlkreise waren fortlaufend nummeriert, geordnet nach der Reihenfolge der Kantone in der schweizerischen Bundesverfassung. Aufgrund der wechselnden Anzahl Wahlkreise im Laufe der Jahre erhielten manche mehrmals eine neue Nummer. Deshalb besitzen die weiterführenden Artikel ein Lemma mit einer inoffiziellen geographischen Bezeichnung.
- Gewählte Kandidaten sind fett markiert, nicht gewählte Kandidaten sind kursiv markiert

## Parteien
Eine Zuordnung von Kandidaten zu Parteien und politischen Gruppierungen ist nur bedingt möglich, da sie nicht auf offiziellen Parteilisten kandidierten. Der politischen Wirklichkeit des 19. Jahrhunderts entsprechend kann man eher von Parteiströmungen oder -richtungen sprechen. Die verwendeten Parteibezeichnungen sind daher eine ideologische Einschätzung.
- FL = Freisinnige Linke (Freisinnige, Radikale, Radikaldemokraten)
- LM = Liberale Mitte (Liberale, Liberaldemokraten)
- KK = Katholisch-Konservative
- ER = Evangelische Rechte (evangelische/reformierte Konservative)
- DL = Demokratische Linke (extreme Linke, Demokraten, Demokratische Partei)

## Ergebnisse der Nationalratswahlen

### Kanton Aargau (10 Sitze)
| Wahlkreis | Sitze | Datum                           | Wahlbe- rechtigte | Anzahl Wählende | Wahlbe- teiligung | Gewählte und Nichtgewählte                                                                                     | Partei               | Stimmen                                                 | Anteil                                                  |
| --------- | ----- | ------------------------------- | ----------------- | --------------- | ----------------- | --- | -------------------- | ------------------------------------------------------- | ------------------------------------------------------- |
| Nr. 34    | 3     | 31. Oktober 1869                | 11 705            | 10 098          | 86,3 %            | Friedrich Frey-Herosé Arnold Künzli Carl Feer-Herzog Samuel Frey Theodor Lang Emanuel Herosé                   | LM FL LM FL LM       | 06 994 06 993 05 642 03 848 02 470 01 242               | 69,3 % 69,3 % 55,9 % 38,1 % 24,5 % 12,3 %               |
| Nr. 35    | 4     | 31. Oktober 1869                | 17 748            | 15 168          | 85,7 %            | Peter Suter Alois Isler Theodor Bertschinger Rudolf Urech Hans Weber Ernst Widmer Josef Fischer Theodor Haller | LM LM DL FL LM FL FL | 12 692 09 311 08 613 06 199 04 750 03 054 02 973 02 952 | 83,7 % 61,4 % 56,8 % 40,9 % 31,3 % 20,1 % 19,6 % 19,5 % |
| Nr. 35    | 4     | 14. November 1869 (2. Wahlgang) | 17 713            | 14 950          | 84,4 %            | Rudolf Urech Hans Weber                                                                                        | DL FL                | 09 118 04 581                                           | 61,0 % 30,6 %                                           |
| Nr. 36    | 3     | 31. Oktober 1869                | 13 448            | 11 559          | 85,6 %            | Emil Welti Karl von Schmid Friedrich Joseph Bürli K. F. S. Fahrländer Fridolin Schneider Arnold Münch          | LM KK FL KK LM KK    | 10 501 06 489 04 833 04 657 04 270 01 741               | 90,8 % 56,1 % 41,8 % 40,3 % 36,9 % 15,1 %               |
| Nr. 36    | 3     | 14. November 1869 (2. Wahlgang) | 13 398            | 11 395          | 85,0 %            | Arnold Münch Friedrich Joseph Bürli                                                                            | KK FL                | 05 779 04 462                                           | 50,7 % 39,2 %                                           |
| Nr. 36    | 3     | 23. Januar 1870                 | 13 419            | 11 494          | 85,7 %            | Friedrich Joseph Bürli Wilhelm Karl Baldinger                                                                  | FL KK                | 05 569 05 061                                           | 48,5 % 44,0 %                                           |
| Nr. 36    | 3     | 6. Februar 1870                 | 13 441            | 11 828          | 88,0 %            | Friedrich Joseph Bürli Wilhelm Karl Baldinger                                                                  | FL KK                | 06 465 04 985                                           | 54,7 % 42,1 %                                           |

### Kanton Appenzell Ausserrhoden (2 Sitze)
| Wahlkreis | Sitze | Datum            | Gewählte                              | Partei |
| --------- | ----- | ---------------- | ------------------------------------- | ------ |
| Nr. 26    | 2     | 31. Oktober 1869 | Adolf Friedrich Zürcher Johannes Hohl | LM FL  |

### Kanton Appenzell Innerrhoden (1 Sitz)
| Wahlkreis | Sitze | Datum            | Gewählte     | Partei |
| --------- | ----- | ---------------- | ------------ | ------ |
| Nr. 27    | 1     | 31. Oktober 1869 | Alois Broger | KK     |

### Kanton Basel-Landschaft (3 Sitze)
| Wahlkreis | Sitze | Datum            | Wahlbe- rechtigte | Anzahl Wählende | Wahlbe- teiligung | Gewählte und Nichtgewählte                                | Partei   | Stimmen                 | Anteil                      |
| --------- | ----- | ---------------- | ----------------- | --------------- | ----------------- | --------------------------------------------------------- | -------- | ----------------------- | --------------------------- |
| Nr. 24    | 3     | 31. Oktober 1869 | 10 158            | 3 014           | 29,7 %            | Martin Bider Emanuel Löw Stephan Gutzwiller Georg Schwarz | LM FL DL | 2 614 2 226 2 006 0 934 | 86,7 % 73,9 % 66,6 % 31,0 % |

### Kanton Basel-Stadt (2 Sitze)
| Wahlkreis | Sitze | Datum            | Wahlbe- rechtigte | Anzahl Wählende | Wahlbe- teiligung | Gewählte und Nichtgewählte                      | Partei   | Stimmen           | Anteil               |
| --------- | ----- | ---------------- | ----------------- | --------------- | ----------------- | ----------------------------------------------- | -------- | ----------------- | -------------------- |
| Nr. 23    | 2     | 31. Oktober 1869 | 6 493             | 3 744           | 57,7 %            | Johann Jakob Stehlin Wilhelm Klein Karl Sarasin | LM FL ER | 3 020 2 021 1 587 | 80,7 % 54,0 % 42,4 % |

### Kanton Bern (23 Sitze)
| Wahlkreis | Sitze | Datum                           | Wahlbe- rechtigte | Anzahl Wählende | Wahlbe- teiligung | Gewählte und Nichtgewählte | Partei         | Stimmen                                         | Anteil                                                  |
| --------- | ----- | ------------------------------- | ----------------- | --------------- | ----------------- | --- | -------------- | ----------------------------------------------- | ------------------------------------------------------- |
| Nr. 5     | 4     | 31. Oktober 1869                | 19 326            | 7 552           | 39,1 %            | Carl Samuel Zyro Friedrich Seiler Johann Jakob Karlen Jakob Scherz Johann Friedrich Michel Johann Gottfried Schmid Karl Schrämli | FL FL ER       | 4 862 4 470 3 803 3 320 1 838 1 334 0 671       | 64,4 % 59,2 % 50,4 % 44,0 % 24,3 % 17,7 % 08,9 %        |
| Nr. 5     | 4     | 11. November 1869 (2. Wahlgang) | 19 326            | 6 537           | 33,8 %            | Jakob Scherz Johann Friedrich Michel Johann Gottfried Schmid                                                                     | FL FL FL       | 3 320 1 883 1 334                               | 50,8 % 28,8 % 20,4 %                                    |
| Nr. 6     | 4     | 31. Oktober 1869                | 17 787            | 7 526           | 42,3 %            | Rudolf Brunner Otto von Büren Samuel Steiner August von Gonzenbach Johann Rudolf Schneider Christian Mischler Gustav Vogt        | FL ER FL FL    | 5 852 4 605 4 147 3 763 2 209 1 951 1 636       | 77,8 % 61,2 % 55,1 % 50,0 % 29,4 % 25,9 % 21,7 %        |
| Nr. 7     | 4     | 31. Oktober 1869                | 16 339            | 7 664           | 46,9 %            | Karl Schenk Samuel Lehmann Ludwig Wyss Karl Karrer                                                                               | FL FL FL       | 5 545 5 530 5 460 5 289                         | 72,4 % 72,2 % 71,2 % 69,0 %                             |
| Nr. 7     | 4     | 29. Dezember 1869               | 16 339            | 6 716           | 41,1 %            | Gottlieb Riem | FL             | 5 640                                           | 64,0 %                                                  |
| Nr. 8     | 4     | 31. Oktober 1869                | 17 697            | ca. 9 000       | 50,9 %            | Andreas Schmid Johann Bützberger Jakob Leuenberger Daniel Flückiger Johann Jakob Lerch Albert Friedrich Born                     | FL FL LM FL FL | 6 645 6 614 6 182 2 761 2 136 2 088             | 73,8 % 73,5 % 68,7 % 30,7 % 23,7 % 23,2 %               |
| Nr. 8     | 4     | 11. November 1869 (2. Wahlgang) | 17 697            | ca. 8 300       | 46,9 %            | Daniel Flückiger Johann Jakob Lerch Albert Friedrich Born                                                                        | LM FL FL       | 2 964 2 861 2 432                               | 35,7 % 34,5 % 29,3 %                                    |
| Nr. 8     | 4     | 18. November 1869 (3. Wahlgang) | 17 697            | ca. 8 000       | 45,2 %            | Daniel Flückiger Johann Jakob Lerch Albert Friedrich Born                                                                        | LM FL FL       | 3 433 2 256 2 248                               | 42,9 % 28,2 % 28,1 %                                    |
| Nr. 9     | 3     | 31. Oktober 1869                | 15 508            | 3 950           | 25,5 %            | Eduard Marti Jakob Stämpfli Friedrich Eggli Johann Jakob Hartmann                                                                | FL FL FL       | 4 938 4 585 4 224 1 077                         | 65,7 % 61,0 % 56,2 % 14,3 %                             |
| Nr. 10    | 4     | 31. Oktober 1869                | 19 892            | ca. 11 200      | 56,3 %            | Édouard Carlin Paul Migy Niklaus Kaiser Pierre Jolissaint Albert Morel Abraham Boivin Xavier Kohler Victor Gouvernon             | FL FL ER KK KK | 5 925 5 920 5 838 5 338 4 952 4 857 4 833 4 750 | 52,9 % 52,9 % 52,1 % 47,7 % 44,2 % 43,4 % 43,2 % 42,4 % |
| Nr. 10    | 4     | 7. November 1869 (2. Wahlgang)  | 19 892            | 12 619          | 63,4 %            | Pierre Jolissaint Albert Morel                                                                                                   | FL ER          | 6 447 5 940                                     | 51,1 % 47,1 %                                           |

### Kanton Freiburg (5 Sitze)
| Wahlkreis | Sitze | Datum            | Wahlbe- rechtigte | Anzahl Wählende | Wahlbe- teiligung | Gewählte und Nichtgewählte                                                   | Partei      | Stimmen                 | Anteil                      |
| --------- | ----- | ---------------- | ----------------- | --------------- | ----------------- | ---------------------------------------------------------------------------- | ----------- | ----------------------- | --------------------------- |
| Nr. 20    | 3     | 31. Oktober 1869 | 15 205            | 6 474           | 42,6 %            | Louis de Weck Alfred Vonderweid Laurent Chaney Jean Broye                    | KK KK FL    | 5 132 4 829 4 721 1 791 | 79,3 % 74,6 % 72,9 % 27,7 % |
| Nr. 21    | 2     | 31. Oktober 1869 | 10 933            | 5 301           | 48,1 %            | Pierre-Théodule Fracheboud Louis de Wuilleret Philippe Clément Joseph Jaquet | KK KK FL LM | 4 087 4 074 1 143 1 075 | 77,1 % 76,9 % 21,6 % 20,3 % |

### Kanton Genf (4 Sitze)
| Wahlkreis | Sitze | Datum            | Wahlbe- rechtigte | Anzahl Wählende | Wahlbe- teiligung | Gewählte und Nichtgewählte | Partei         | Stimmen                                         | Anteil                                                  |
| --------- | ----- | ---------------- | ----------------- | --------------- | ----------------- | --- | -------------- | ----------------------------------------------- | ------------------------------------------------------- |
| Nr. 47    | 4     | 31. Oktober 1869 | 14 950            | 6 835           | 45,7 %            | Jean-Jacques Challet-Venel Moïse Vautier Antoine Carteret François-Jules Pictet Philippe Camperio Albert Wessel James Fazy Charles Friderich | FL FL LM FL LM | 4 778 3 579 3 502 3 480 3 361 2 968 2 905 2 592 | 70,1 % 52,5 % 51,4 % 51,1 % 49,3 % 43,6 % 42,6 % 38,0 % |
| Nr. 47    | 4     | 23. Januar 1870  | 14 950            | 4 943           | 33,1 %            | Charles Friderich Carl Vogt | LM FL          | 2 673 2 270                                     | 54,1 % 45,9 %                                           |

### Kanton Glarus (2 Sitze)
| Wahlkreis | Sitze | Datum            | Gewählte                    | Partei |
| --------- | ----- | ---------------- | --------------------------- | ------ |
| Nr. 18    | 2     | 31. Oktober 1869 | Joachim Heer Peter Jenny II | LM FL  |

### Kanton Graubünden (5 Sitze)
| Wahlkreis | Sitze | Datum                           | Wahlbe- rechtigte | Anzahl Wählende | Wahlbe- teiligung | Gewählte und Nichtgewählte                                                                                            | Partei         | Stimmen                       | Anteil                             |
| --------- | ----- | ------------------------------- | ----------------- | --------------- | ----------------- | --- | -------------- | ----------------------------- | ---------------------------------- |
| Nr. 31    | 2     | 31. Oktober 1869                | 8 678             | 4 503           | 51,9 %            | Simeon Bavier Remigius Peterelli Gaudenz Gadmer Hans Hold Christian Valentin                                          | LM KK FL FL    | 3 445 1 186 0 984 0 965 0 591 | 76,5 % 26,3 % 21,9 % 21,4 % 13,1 % |
| Nr. 31    | 2     | 14. November 1869 (2. Wahlgang) | 8 678             | 4 519           | 52,1 %            | Gaudenz Gadmer Hans Hold Christian Valentin Remigius Peterelli                                                        | FL FL KK       | 1 368 1 339 0 784 0 718       | 30,3 % 29,6 % 17,3 % 15,9 %        |
| Nr. 31    | 2     | 14. November 1869 (3. Wahlgang) | 8 678             | 4 186           | 48,2 %            | Gaudenz Gadmer Hans Hold Christian Valentin                                                                           | FL FL FL       | 2 302 1 663 0 521             | 55,0 % 39,7 % 12,4 %               |
| Nr. 32    | 2     | 31. Oktober 1869                | 8 678             | 4 503           | 51,9 %            | Johann R. von Toggenburg Johann Bartholome Caflisch Augustin Condrau Alois de Latour Johann Anton Casparis der Ältere | KK FL KK FL LM | 2 968 1 715 1 494 0 429 0 410 | 65,9 % 38,1 % 33,2 % 09,5 % 09,1 % |
| Nr. 32    | 2     | 14. November 1869 (2. Wahlgang) | 8 678             | 5 001           | 57,6 %            | Johann Bartholome Caflisch Augustin Condrau                                                                           | FL KK          | 2 457 2 361                   | 49,1 % 47,2 %                      |
| Nr. 32    | 2     | 28. November 1869 (3. Wahlgang) | 8 678             | 6 311           | 72,7 %            | Johann Bartholome Caflisch Augustin Condrau                                                                           | FL KK          | 3 582 2 727                   | 56,8 % 43,2 %                      |
| Nr. 33    | 1     | 31. Oktober 1869                | 4 244             | 1 756           | 41,4 %            | Jachen Ulrich Könz Johann Albert Romedi                                                                               | LM FL          | 0 708 0 584                   | 40,3 % 33,3 %                      |
| Nr. 33    | 1     | 14. November 1869 (2. Wahlgang) | 4 244             | 2 457           | 57,9 %            | Johann Albert Romedi Jachen Ulrich Könz                                                                               | FL LM          | 1 416 1 015                   | 57,6 % 41,3 %                      |

### Kanton Luzern (7 Sitze)
| Wahlkreis | Sitze | Datum                           | Wahlbe- rechtigte | Anzahl Wählende | Wahlbe- teiligung | Gewählte und Nichtgewählte                                                       | Partei      | Stimmen                             | Anteil                                    |
| --------- | ----- | ------------------------------- | ----------------- | --------------- | ----------------- | -------------------------------------------------------------------------------- | ----------- | ----------------------------------- | ----------------------------------------- |
| Nr. 11    | 2     | 31. Oktober 1869                | 8 265             | 2 776           | 33,6 %            | Josef Martin Knüsel Josef Bucher Friedrich Bell                                  | LM FL KK    | 2 627 1 444 1 200                   | 94,6 % 52,0 % 43,5 %                      |
| Nr. 11    | 2     | 27. Januar 1870                 | 9 222             | 7 171           | 77,8 %            | Josef Vonmatt Friedrich Bell                                                     | FL KK       | 3 969 2 909                         | 55,3 % 40,6 %                             |
| Nr. 12    | 2     | 31. Oktober 1869                | 7 748             | 2 157           | 27,8 %            | Philipp Anton von Segesser Vinzenz Fischer                                       | KK KK       | 2 119 2 102                         | 98,2 % 97,5 %                             |
| Nr. 13    | 3     | 31. Oktober 1869                | 11 317            | 6 751           | 59,7 %            | Franz Xaver Beck Jost Peyer Adam Herzog Anton Hunkeler Josef Bühler Hans Theiler | KK KK FL FL | 3 620 3 438 3 359 3 068 2 971 2 958 | 53,6 % 50,9 % 49,8 % 45,4 % 44,0 % 43,8 % |
| Nr. 13    | 3     | 28. November 1869 (2. Wahlgang) | 11 911            | 10 271          | 86,2 %            | Adam Herzog Anton Wapf                                                           | KK FL       | 5 129 4 947                         | 49,9 % 48,2 %                             |
| Nr. 13    | 3     | 19. Dezember 1869 (3. Wahlgang) | 12 361            | 11 307          | 91,5 %            | Adam Herzog Anton Wapf                                                           | KK FL       | 5 820 5 360                         | 51,5 % 47,4 %                             |

### Kanton Neuenburg (4 Sitze)
| Wahlkreis | Sitze | Datum            | Wahlbe- rechtigte | Anzahl Wählende | Wahlbe- teiligung | Gewählte und Nichtgewählte | Partei                | Stimmen                                         | Anteil                                                  |
| --------- | ----- | ---------------- | ----------------- | --------------- | ----------------- | --- | --------------------- | ----------------------------------------------- | ------------------------------------------------------- |
| Nr. 46    | 4     | 31. Oktober 1869 | 21 200            | 6 165           | 29,1 %            | Jules Philippin Édouard Desor Zélim Perret Louis Constant Lambelet Jules Grandjean Ami Girard Louis Michaud Alphonse Dupasquier | FL FL sonst. FL LM LM | 4 110 3 600 3 265 3 201 2 921 2 889 2 373 2 116 | 66,7 % 58,4 % 53,0 % 51,9 % 47,4 % 46,9 % 38,5 % 34,3 % |

### Kanton Nidwalden (1 Sitz)
| Wahlkreis | Sitze | Datum            | Gewählte     | Partei |
| --------- | ----- | ---------------- | ------------ | ------ |
| Nr. 17    | 1     | 31. Oktober 1869 | Alois Wyrsch | KK     |

### Kanton Obwalden (1 Sitz)
| Wahlkreis | Sitze | Datum            | Gewählte     | Partei |
| --------- | ----- | ---------------- | ------------ | ------ |
| Nr. 16    | 1     | 31. Oktober 1869 | Simon Ettlin | KK     |

### Kanton Schaffhausen (2 Sitze)
| Wahlkreis | Sitze | Datum            | Wahlbe- rechtigte | Anzahl Wählende | Wahlbe- teiligung | Gewählte und Nichtgewählte                          | Partei   | Stimmen           | Anteil               |
| --------- | ----- | ---------------- | ----------------- | --------------- | ----------------- | --------------------------------------------------- | -------- | ----------------- | -------------------- |
| Nr. 25    | 2     | 31. Oktober 1869 | 7 041             | 5 570           | 79,1 %            | Wilhelm Joos Friedrich Peyer im Hof Heinrich Schoch | DL LM DL | 4 901 3 267 1 719 | 88,0 % 58,7 % 30,9 % |

### Kanton Schwyz (2 Sitze)
| Wahlkreis | Sitze | Datum            | Wahlbe- rechtigte | Anzahl Wählende | Wahlbe- teiligung | Gewählte und Nichtgewählte                         | Partei   | Stimmen           | Anteil               |
| --------- | ----- | ---------------- | ----------------- | --------------- | ----------------- | -------------------------------------------------- | -------- | ----------------- | -------------------- |
| Nr. 15    | 2     | 31. Oktober 1869 | 10 900            | 2 611           | 24,0 %            | Josef Anton Eberle Karl Styger Dominik Karl Gemsch | LM KK FL | 2 368 2 070 0 785 | 90,7 % 79,3 % 30,1 % |

### Kanton Solothurn (3 Sitze)
| Wahlkreis | Sitze | Datum            | Wahlbe- rechtigte | Anzahl Wählende | Wahlbe- teiligung | Gewählte und Nichtgewählte                                                                   | Partei         | Stimmen                             | Anteil                                    |
| --------- | ----- | ---------------- | ----------------- | --------------- | ----------------- | -------------------------------------------------------------------------------------------- | -------------- | ----------------------------------- | ----------------------------------------- |
| Nr. 22    | 3     | 31. Oktober 1869 | 16 921            | 12 997          | 76,8 %            | Franz Bünzli Benedikt von Arx Simon Kaiser Carl von Glutz-Blotzheim Albert Brosi Josef Bläsi | KK FL KK FL FL | 8 584 8 483 8 344 4 604 4 375 4 244 | 66,0 % 65,3 % 64,2 % 35,4 % 33,7 % 32,7 % |

### Kanton St. Gallen (9 Sitze)
| Wahlkreis | Sitze | Datum                           | Wahlbe- rechtigte | Anzahl Wählende | Wahlbe- teiligung | Gewählte und Nichtgewählte                                                                                                  | Partei            | Stimmen                             | Anteil                                    |
| --------- | ----- | ------------------------------- | ----------------- | --------------- | ----------------- | --- | ----------------- | ----------------------------------- | ----------------------------------------- |
| Nr. 28    | 3     | 31. Oktober 1869                | 17 189            | 11 629          | 67,7 %            | Johann Baptist Weder Daniel Wirth-Sand Johannes Zündt Friedrich Bernet Gustav Adolf Saxer Johann Ulrich Hafner              | LM LM KK DL DL    | 8 668 6 856 6 121 5 303 3 745 1 368 | 77,3 % 61,1 % 54,6 % 47,3 % 33,4 % 12,2 % |
| Nr. 29    | 3     | 31. Oktober 1869                | 17 023            | 9 354           | 54,9 %            | Josef Leonhard Bernold Johann Baptist Gaudy Gallus August Suter Johann Ulrich Ambühl Xaver Rickenmann Carl Hilty            | FL FL DL LM KK LM | 6 117 5 842 4 449 2 389 2 006 1 755 | 68,4 % 65,3 % 49,7 % 26,7 % 22,4 % 19,6 % |
| Nr. 29    | 3     | 21. November 1869 (2. Wahlgang) | 17 023            | 9 902           | 58,2 %            | Johann Ulrich Ambühl Gallus August Suter                                                                                    | LM DL             | 4 534 3 963                         | 50,3 % 44,0 %                             |
| Nr. 30    | 3     | 31. Oktober 1869                | 15 533            | 11 826          | 76,1 %            | Carl Georg Jakob Sailer Georg Friedrich Anderegg Johann M. Hungerbühler Benedikt Höfliger Josef Wagner Johann Georg Baumann | LM LM FL KK KK    | 8 196 7 979 5 954 3 992 2 579 1 764 | 71,7 % 69,8 % 52,1 % 34,9 % 22,6 % 15,4 % |

### Kanton Tessin (6 Sitze)
| Wahlkreis | Sitze | Datum            | Wahlbe- rechtigte | Anzahl Wählende | Wahlbe- teiligung | Gewählte und Nichtgewählte                              | Partei   | Stimmen           | Anteil               |
| --------- | ----- | ---------------- | ----------------- | --------------- | ----------------- | ------------------------------------------------------- | -------- | ----------------- | -------------------- |
| Nr. 38    | 3     | 31. Oktober 1869 | 17 587            | 3 945           | 22,4 %            | Giuseppe Soldini Costantino Bernasconi Carlo Battaglini | FL FL FL | 3 696 3 674 3 662 | 99,3 % 98,7 % 98,4 % |
| Nr. 39    | 3     | 31. Oktober 1869 | 17 168            | 3 721           | 21,7 %            | Michele Pedrazzini Giovanni Jauch Luigi Rusca           | KK FL LM | 3 696 3 674 3 662 | 99,3 % 98,7 % 98,4 % |

### Kanton Thurgau (5 Sitze)
| Wahlkreis | Sitze | Datum                           | Wahlbe- rechtigte | Anzahl Wählende | Wahlbe- teiligung | Gewählte und Nichtgewählte | Partei            | Stimmen                                                        | Anteil                                                         |
| --------- | ----- | ------------------------------- | ----------------- | --------------- | ----------------- | --- | ----------------- | -------------------------------------------------------------- | -------------------------------------------------------------- |
| Nr. 37    | 5     | 31. Oktober 1869                | 23 483            | 16 478          | 70,2 %            | Johann Messmer Fridolin Anderwert Jakob Albert Scherb Friedrich Heinrich Häberlin Adolf Deucher Eduard Häberlin Severin Stoffel Augustin Ramsperger Johann Conrad Widmer | LM DL LM DL KK LM | 11 190 10 556 09 160 07 707 06 254 05 388 02 185 02 103 01 816 | 80,0 % 75,4 % 65,5 % 55,1 % 44,7 % 38,5 % 15,6 % 15,0 % 13,0 % |
| Nr. 37    | 5     | 14. November 1869 (2. Wahlgang) | 23 339            | 15 617          | 66,9 %            | Adolf Deucher Eduard Häberlin | DL LM             | 08 818 05 995                                                  | 56,5 % 38,4 %                                                  |

### Kanton Uri (1 Sitz)
| Wahlkreis | Sitze | Datum            | Gewählte     | Partei |
| --------- | ----- | ---------------- | ------------ | ------ |
| Nr. 14    | 1     | 31. Oktober 1869 | Josef Arnold | KK     |

### Kanton Waadt (11 Sitze)
| Wahlkreis | Sitze | Datum            | Wahlbe- rechtigte | Anzahl Wählende | Wahlbe- teiligung | Gewählte und Nichtgewählte                                                                                         | Partei         | Stimmen                             | Anteil                                    |
| --------- | ----- | ---------------- | ----------------- | --------------- | ----------------- | --- | -------------- | ----------------------------------- | ----------------------------------------- |
| Nr. 40    | 4     | 31. Oktober 1869 | 18 616            | 7 338           | 39,4 %            | Victor Ruffy Charles Cossy Louis Ruchonnet Paul Cérésole Constant Bourgeaud                                        | FL LM FL LM FL | 7 151 6 677 6 632 3 806 3 369       | 99,1 % 92,5 % 91,9 % 52,8 % 46,7 %        |
| Nr. 40    | 4     | 24. Januar 1870  | 18 600            | 6 803           | 36,6 %            | Louis Rambert Constant Bourgeaud Jules Eytel                                                                       | LM FL DL       | 2 654 2 400 1 749                   | 39,0 % 35,3 % 25,7 %                      |
| Nr. 40    | 4     | 31. Januar 1870  | 18 600            | ca. 9 000       | 48,4 %            | Louis Rambert Constant Bourgeaud Jules Eytel                                                                       | LM FL DL       | 4 102 2 826 2 032                   | 45,6 % 31,4 % 22,6 %                      |
| Nr. 40    | 4     | 7. Februar 1870  | 18 600            | 8 853           | 47,6 %            | Louis Rambert Constant Bourgeaud Jules Eytel                                                                       | LM FL DL       | 4 915 2 318 1 589                   | 55,5 % 26,2 % 17,9 %                      |
| Nr. 41    | 4     | 31. Oktober 1869 | 20 206            | 7 637           | 37,8 %            | Jean-Louis Demiéville Abram-Daniel Meystre Victor Perrin Georges-Louis Contesse Victor Rapin Alfred-Emanuel Dufour | LM FL LM LM    | 7 068 6 873 6 431 5 891 1 797 0 778 | 95,3 % 92,6 % 86,7 % 79,4 % 24,2 % 10,5 % |
| Nr. 42    | 3     | 31. Oktober 1869 | 14 212            | 6 164           | 43,4 %            | Louis-Henri Delarageaz Charles Baud Henri Reymond Henri Trenchin                                                   | FL FL LM       | 5 892 5 853 5 836 0 394             | 96,0 % 95,4 % 95,1 % 06,4 %               |

### Kanton Wallis (5 Sitze)
| Wahlkreis | Sitze | Datum            | Wahlbe- rechtigte | Anzahl Wählende | Wahlbe- teiligung | Gewählte und Nichtgewählte                                               | Partei      | Stimmen                 | Anteil                      |
| --------- | ----- | ---------------- | ----------------- | --------------- | ----------------- | ------------------------------------------------------------------------ | ----------- | ----------------------- | --------------------------- |
| Nr. 43    | 2     | 31. Oktober 1869 | 9 447             | 5 190           | 54,9 %            | Alexis Allet Hans Anton von Roten Joseph Anton Clemenz Adrien de Courten | KK KK LM LM | 4 833 3 950 0 848 0 534 | 93,1 % 76,1 % 16,3 % 10,3 % |
| Nr. 44    | 1     | 31. Oktober 1869 | 4 981             | 4 238           | 85,1 %            | Maurice Evéquoz Alexandre Dénériaz                                       | KK FL       | 2 342 1 874             | 55,5 % 44,4 %               |
| Nr. 45    | 2     | 31. Oktober 1869 | 10 124            | 6 124           | 60,5 %            | Louis Barman Maurice-Antoine Cretton Antoine Ribordy Emanuel Défagoz     | FL FL KK KK | 3 946 3 444 2 707 2 098 | 64,9 % 56,7 % 44,5 % 34,5 % |

### Kanton Zug (1 Sitz)
| Wahlkreis | Sitze | Datum            | Wahlbe- rechtigte | Anzahl Wählende | Wahlbe- teiligung | Gewählte und Nichtgewählte | Partei | Stimmen | Anteil  |
| --------- | ----- | ---------------- | ----------------- | --------------- | ----------------- | -------------------------- | ------ | ------- | ------- |
| Nr. 19    | 1     | 31. Oktober 1869 | 4 550             | 1 004           | 22,1 %            | Karl Josef Merz            | FL     | 1 004   | 100,0 % |

### Kanton Zürich (13 Sitze)
| Wahlkreis | Sitze | Datum                           | Wahlbe- rechtigte | Anzahl Wählende | Wahlbe- teiligung | Gewählte und Nichtgewählte | Partei         | Stimmen                                          | Anteil                                           |
| --------- | ----- | ------------------------------- | ----------------- | --------------- | ----------------- | --- | -------------- | ------------------------------------------------ | ------------------------------------------------ |
| Nr. 1     | 4     | 31. Oktober 1869                | 21 719            | 12 943          | 59,6 %            | Jakob Dubs Alfred Escher Eduard Suter Johann Jakob Widmer Johann Jakob Schäppi Hans Rudolf Zangger                               | LM LM DL DL    | 10 532 10 367 07 919 07 709 03 830 03 436        | 81,4 % 80,1 % 61,2 % 59,6 % 29,6 % 26,5 %        |
| Nr. 1     | 4     | 9. Januar 1870                  | 21 784            | 12 192          | 56,0 %            | Eugen Escher Johann Heinrich Müller                                                                                              | LM DL          | 07 203 03 813                                    | 59,1 % 31,3 %                                    |
| Nr. 2     | 3     | 31. Oktober 1869                | 14 849            | 12 172          | 82,0 %            | Johann Heinrich Fierz Johann Jakob Keller Heinrich Honegger Johann Jakob Treichler Walter Hauser François Wille Johannes Stössel | LM DL LM DL DL | 08 455 05 426 04 886 04 480 04 132 02 009 01 576 | 69,5 % 44,6 % 40,1 % 36,8 % 33,9 % 16,5 % 12,9 % |
| Nr. 2     | 3     | 18. November 1869 (2. Wahlgang) | 14 829            | 12 516          | 84,4 %            | Johann Jakob Keller Walter Hauser Heinrich Honegger Johann Jakob Treichler                                                       | DL DL LM LM    | 06 666 06 439 04 908 04 486                      | 53,3 % 51,4 % 39,2 % 35,8 %                      |
| Nr. 3     | 3     | 31. Oktober 1869                | 15 272            | 13 754          | 90,1 %            | Hans Rudolf Zangger Johann Jakob Spörri Salomon Bleuler Heinrich Grunholzer Johannes Frick Heinrich Rieter                       | DL DL LM LM    | 08 502 08 430 08 305 03 761 03 209 02 698        | 61,8 % 61,3 % 60,4 % 27,3 % 23,3 % 19,6 %        |
| Nr. 4     | 3     | 31. Oktober 1869                | 15 485            | 12 557          | 81,1 %            | Friedrich Scheuchzer Jakob Fehr Johann Jakob Scherer Johann Meier Johann Jakob Schenk Rudolf Benz Johann Jakob Bucher            | DL DL LM LM    | 07 006 06 251 05 877 02 787 02 418 01 970 01 455 | 55,8 % 49,8 % 46,8 % 22,2 % 19,3 % 15,7 % 11,6 % |
| Nr. 4     | 3     | 18. November 1869 (2. Wahlgang) | 15 442            | 12 505          | 81,0 %            | Jakob Fehr Johann Jakob Scherer Johann Jakob Schenk Johann Meier Rudolf Benz                                                     | DL DL LM LM    | 07 930 07 120 01 841 01 744 01 737               | 63,4 % 56,9 % 14,7 % 13,9 % 13,9 %               |

## Ersatzwahlen bis 1872
Aufgrund von Vakanzen während der darauf folgenden 8. Legislaturperiode fanden in neun Wahlkreisen ebenso viele Ersatzwahlen statt.
| Wahlkreis / Kanton | Ersatz für              | Datum                           | Wahlbe- rechtigte | Anzahl Wählende | Wahlbe- teiligung | Gewählte und Nichtgewählte                | Partei | Stimmen         | Anteil          |
| ------------------ | ----------------------- | ------------------------------- | ----------------- | --------------- | ----------------- | ----------------------------------------- | ------ | --------------- | --------------- |
| Nr. 1 (ZH)         | Eugen Escher            | 15. Oktober 1871                | 21 726            | 9 947           | 45,8 %            | Hans Roth Johann Jakob Schäppi            | LM DL  | 4 806 4 738     | 48,3 % 47,6 %   |
| Nr. 1 (ZH)         | Eugen Escher            | 29. Oktober 1871 (2. Wahlgang)  | 21 751            | 13 967          | 64,2 %            | Hans Roth Johann Jakob Schäppi            | LM DL  | 6 517 6 445     | 46,7 % 46,1 %   |
| Nr. 1 (ZH)         | Eugen Escher            | 12. November 1871 (3. Wahlgang) | 22 022            | 15 280          | 69,4 %            | Johann Jakob Schäppi Hans Roth            | DL LM  | 7 605 7 596     | 49,8 % 49,7 %   |
| Nr. 3 (ZH)         | Johann Jakob Spörri     | 15. Oktober 1871                | 14 926            | 11 633          | 77,9 %            | Gottlieb Ziegler Johannes Frick           | DL LM  | 5 769 5 466     | 49,6 % 47,0 %   |
| Nr. 3 (ZH)         | Johann Jakob Spörri     | 29. Oktober 1871 (2. Wahlgang)  | 15 046            | 13 032          | 86,8 %            | Gottlieb Ziegler Johannes Frick           | DL LM  | 7 213 5 600     | 55,3 % 41,1 %   |
| Nr. 8 (BE)         | Jakob Leuenberger       | 9. Juli 1871                    | ca. 17 700        | 5 161           | 29,1 %            | Albert Friedrich Born Walther Munzinger   | FL FL  | 2 917 2 005     | 50,7 % 38,9 %   |
| Nr. 10 (BE)        | Édouard Carlin          | 21. August 1870                 | ca. 20 000        | ?               | ?                 | Auguste-Adolphe Klaye                     | FL     | ohne Konkurrenz | ohne Konkurrenz |
| Nr. 29 (SG)        | Josef Leonhard Bernold  | 5. Juni 1872                    | ca. 15 600        | 10 623          | 68,1 %            | Johannes Geel Joseph Guldin               | FL KK  | 5 932 4 213     | 55,8 % 39,7 %   |
| Nr. 30 (SG)        | Carl Georg Jakob Sailer | 30. Oktober 1870                | ca. 15 500        | 11 547          | 74,5 %            | Johann Fridolin Müller Gustav Adolf Saxer | KK DL  | 5 085 4 108     | 44,0 % 35,6 %   |
| Nr. 30 (SG)        | Carl Georg Jakob Sailer | 13. November 1870 (2. Wahlgang) | ca. 15 500        | 12 703          | 82,0 %            | Johann Fridolin Müller Gustav Adolf Saxer | KK DL  | 7 118 5 464     | 56,3 % 43,0 %   |
| Nr. 40 (VD)        | Paul Cérésole           | 10. April 1870                  | ca. 18 600        | 5 667           | 30,5 %            | Jules Eytel Louis Ormand                  | FL LM  | 3 349 2 042     | 59,1 % 36,0 %   |
| Nr. 41 (VD)        | Abram-Daniel Meystre    | 15. Januar 1871                 | 20 552            | 8 730           | 42,5 %            | Paul Wulliémoz Charles Burnand            | FL LM  | 5 179 3 237     | 59,3 % 37,1 %   |
| Nr. 45 (VS)        | Maurice-Antoine Cretton | 7. Januar 1872                  | 10 325            | 7 574           | 73,4 %            | Alexandre Dénériaz Louis Gross            | FL KK  | 3 870 3 671     | 51,1 % 48,5 %   |

## Quelle
- Erich Gruner: Die Wahlen in den Schweizerischen Nationalrat 1848–1919. Band 3. Francke Verlag, Bern 1978, ISBN 3-7720-1445-3, S. 113–126.